# Jille-Ruffejaure
Jille-Ruffejaure är en sjö i Storumans kommun i Lappland och ingår i Umeälvens huvudavrinningsområde. Sjön har en area på 0,113 kvadratkilometer och ligger 679,3 meter över havet.

## Delavrinningsområde
Jille-Ruffejaure ingår i det delavrinningsområde (728552-147426) som SMHI kallar för Mynnar i Göuta. Medelhöjden är 691 meter över havet och ytan är 14,78 kvadratkilometer. Det finns ett avrinningsområde uppströms, och räknas det in blir den ackumulerade arean 29,14 kvadratkilometer. Sågbäcken som avvattnar avrinningsområdet har biflödesordning 2, vilket innebär att vattnet flödar genom totalt 2 vattendrag innan det når havet efter 373 kilometer. Avrinningsområdet består mestadels av skog (70 procent) och kalfjäll (27 procent). Avrinningsområdet har 0,2 kvadratkilometer vattenytor vilket ger det en sjöprocent på 2,6 procent.